# Солдатско-Степновское сельское поселение
Солдатско-Степновское сельское поселение — муниципальное образование (сельское поселение) в Быковском муниципальном районе Волгоградской области. Административный центр — село Солдатско-Степное.

## География
Расположено в восточной части Быковского района.
Площадь сельского поселения составляет 32 476 гектар, из которых 31 489 га (по состоянию на 2008 год) приходится на сельхозугодья и 209 га занимает застройка (по состоянию на 2008 год).
Граничит:
- на юге — с Урало-Ахтубинским сельским поселением;
- на востоке — с Палласовским районом;
- на северо-востоке — с Красносельцевским сельским поселением;
- на севере — с Александровским сельским поселением;
- на северо-западе — с Побединским сельским поселением;
- на западе — с Зелёновским и Верхнебалыклейским сельскими поселениями[1].

## Население
| 2010  | 2012  | 2013  | 2014  | 2015  | 2016  | 2017  |
| ----- | ----- | ----- | ----- | ----- | ----- | ----- |
| 1162  | ↘1121 | ↘1115 | ↘1096 | ↘1087 | ↘1078 | ↘1049 |
| 2018  | 2019  | 2020  | 2021  |       |       |       |
| ↘1030 | ↗1034 | ↘1030 | ↗1031 |       |       |       |

## Состав сельского поселения
| № | Населённый пункт                | Тип населённого пункта       | Население |
| - | ------------------------------- | ---------------------------- | --------- |
| 1 | Овечкино                        | хутор                        | 0         |
| 2 | Отделения № 3 совхоза «Степной» | посёлок                      | 141       |
| 3 | Солдатско-Степное               | село, административный центр | 929       |
| 4 | Фёдоровка                       | посёлок                      | 92        |

## Органы местного самоуправления
Главы сельского поселения:
- Кострюкова Наталья Николаевна (c 2009 года)[16];
- Клёнкин Иван Николаевич;[источник не указан 1578 дней]
- Демидова Елена Николаевна.[источник не указан 1578 дней]

## Транспорт
Протяженность автодорог местного значения — 13 км.